# 潮来花嫁さん

「潮来花嫁さん」の碑（茨城県潮来市、水郷潮来あやめ園）

「潮来花嫁さん」（いたこはなよめさん）は、1960年（昭和35年）4月1日に発売された花村菊江のシングル。

## 解説
作詞 柴田よしかず. 作曲 水時 富士夫. 1960年4月に、花村菊江の歌で日本コロムビアから発売された。
その後、2006年（平成18年）6月21日にコロムビアミュージックエンタテインメントから新録音で再発売された。

## 収録曲
1. 潮来花嫁さん（新録音）
2. 恋づかれ
3. おんな無法松
4. 恋の瀬見峡
5. 潮来花嫁さん（カラオケ）
6. おんな無法松（カラオケ）
7. 潮来花嫁さん（1974年version）
8. 潮来花嫁さん（オリジナル）

2006年発売のものによる。

## 注
1. ↑  2002年（平成14年）10月1日から2010年（平成22年）9月30日まで、日本コロムビアはこの法人名（社名）を名乗っていた。